# Sciurus griseus
Sciurus griseus är en däggdjursart som beskrevs av George Ord 1818. Sciurus griseus ingår i släktet trädekorrar, och familjen ekorrar. IUCN kategoriserar arten globalt som livskraftig. Inga underarter finns listade i Catalogue of Life. Wilson & Reeder (2005) skiljer mellan tre underarter.

## Utseende
Arten blir med svans 44 till 59 cm lång och den väger 350 till 950 g. Pälsen har på ovansidan en silvergrå färg och undersidan är täckt med vit päls. Den yviga svansen är likaså grå med flera svarta hår inblandade. Sciurus griseus byter päls under senare våren och under tidiga hösten.

## Utbredning och habitat
Denna ekorre förekommer i västra Nordamerika från delstaten Washington (USA) till norra delen av halvön Baja California (Mexiko). Habitatet utgörs av skogar med barr- och lövträd. Lövträden är ofta ekar men kan även vara valnöt, från poppelsläktet eller från platansläktet. I bergstrakter når arten 2500 meter över havet.

## Ekologi
Individerna är aktiva på dagen. De vilar på natten i håligheter i träd som fodras med mossa eller med andra mjuka växtdelar. Varje individ har ett revir som är 0,5 till 7 hektar stort. Territoriet försvaras inte mot artfränder förutom under parningstiden. Sciurus griseus håller ingen vinterdvala men den vistas under den kalla årstiden sällan ute.
Arten äter främst frön från barrträd samt ekollon och nötter. I mindre mått ingår bär, svampar, bark, trädens vätskor och insekter i födan. Liksom andra trädekorrar gömmer Sciurus griseus delar av födan på vissa platser som den äter under den kalla årstiden. Gömman hittas igen med hjälp av luktsinnet.
Parningen sker under senvåren och efter cirka 43 dagar dräktighet föds 3 till 5 ungar. Ungarna är vid födelsen nakna och deras ögon samt hörselgångar är stängda. Ungarna diar sin mor cirka 10 veckor. Efter 10 till 11 månader blir ungarna könsmogna.

## Bildgalleri

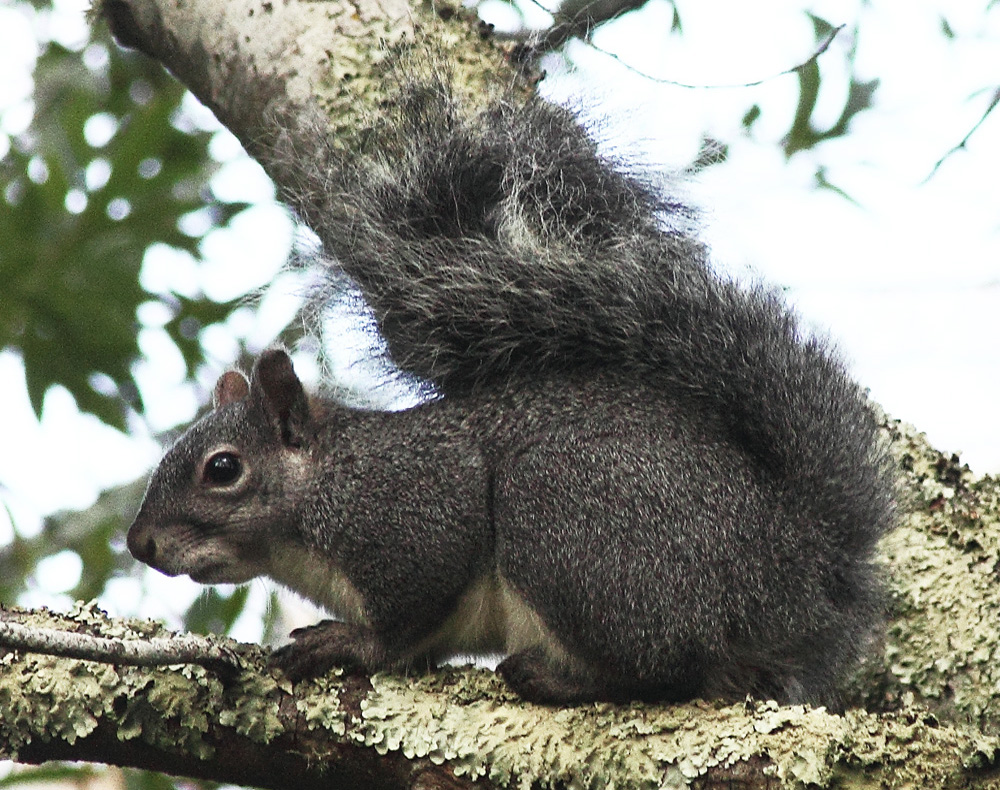
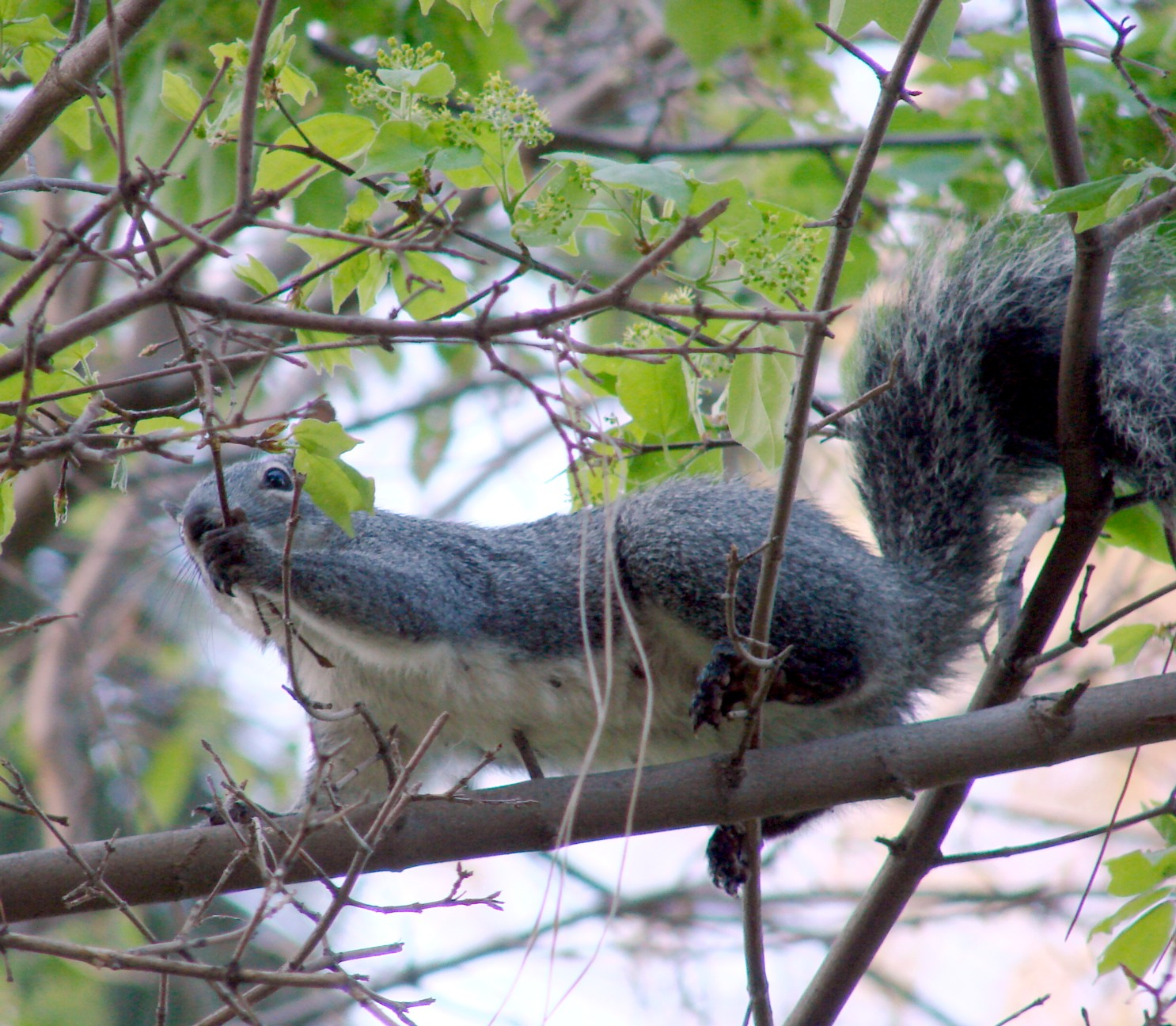